# Société Internationale Arthurienne
La Société internationale arthurienne (cat. Societat internacional artúrica) és una societat científica que té per objectiu la promoció dels estudis de literatura artúrica i la coordinació entre els seus estudiosos.

## Història
La societat es va fundar el 1948 a Quimper durant el segon congrés arturià de França, sota l'impuls de Jean Frappier, Roger Sherman Loomis i Eugène Vinaver, que consideraren que la literatura artúrica mereixia la consideració de disciplina independent i que necessitava una coordinació entre els seus estudiosos.
La societat organitza congressos cada tres anys i publica una bibliografia anual.

## Congressos
Els congressos organitzats són els següents:
- I 1930 Truro
- II 1948 Quimper
- III 1951 Winchester
- IV 1954 Rennes
- V 1957 Bangor
- VI 1960 Vannes
- VII 1963 Aberdeen
- VIII 1966 Caen
- IX 969 Cardiff
- X 1972 Nantes
- XI 1975 Exeter
- XII 1979 Regensburg
- XIII 1981 Glasgow
- XIV 1984 Rennes
- XV 1987 Lovaina
- XVI 1990 Durham
- XVII 1993 Bonn
- XVIII 1996 Garda
- XIX 1999 Tolosa de Llenguadoc
- XX 2002 Bangor
- XXI 2005 Utrecht
- XXII 2008 Rennes
- XXIII 2011 Bristol
- XXIV 2014 Bucarest
- XXV juliol de 2017 Würzburg.

El XXVI congrés se celebrarà a Catània el juliol del 2020.
Les branques nacionals de la societat també organitzen col·loquis locals.

## Presidents
Des de la seva creació, han estat presidents:
- Jean Frappier (1948-1965)
- Eugène Vinaver (1966-1968)
- Wilhelm Kellerman (1969-1971)
- Helaine Newstead (1972-1974)
- Lewis Thorpe (1975-1977)
- Maurice Delbouille (1978)
- Armel H. Diverres (1979-1980)
- Charles Foulon (1981-1983)
- Norris J. Lacy (1984-1986)
- Elspeth Kennedy (1987-1990)
- Friedrich Wolfzettel (1991-1993)
- Anna Maria Finoli (1994-1996)
- Philippe Ménard (1997-1999)
- Jane H. M. Taylor (2000-2002)
- Bart Besamusca (2003-2005)
- Peter Field (2006-2008)
- Christine Ferlampin-Acher (2009-2011)
- Keith Busby (2012-2014)
- Cora Dietl (2014-2017)
- Andrew Lynch (2017--)